# Rhamphidium purpuratum
Rhamphidium purpuratum là một loài rêu trong họ Ditrichaceae. Loài này được Mitt. mô tả khoa học đầu tiên năm 1870.